# Giuseppe Fiocco
Giuseppe Fiocco (geboren 16. November 1884 in Giacciano con Baruchella; gestorben 5. Oktober 1971 in Padua) war ein italienischer Kunsthistoriker.

## Leben
Fiocco war ein Sohn von Luigi Fiocco und dessen Frau Maria (geborene Carpani). Er absolvierte zunächst ein Jurastudium an der Universität Rom, das er im Jahr 1904 abschloss. Von 1908 bis 1911 studierte er Kunstgeschichte in Bologna und von 1911 bis 1914 an der Kunsthistorischen Schule der Universität Rom. Er vertiefte dort seine Kenntnisse unter  Adolfo Venturi und unternahm Studienreisen nach Deutschland, Österreich und in die Schweiz. In München war er unter anderem Hugo von Tschudi und dem Archäologen Carlo Anti begegnet und traf sich in Wien mit Julius Meier-Graefe. Anschließend leistete er seinen Militärdienst, aus dem er im Februar 1919 im Rang eines Leutnants entlassen wurde. Von 1919 bis 1925 arbeitete er in der Galerie von Venedig und wurde anschließend nach Florenz versetzt. 1926 erhielt er zunächst den Lehrstuhl für Kunstgeschichte an der Universität Pisa und wurde noch im selben Jahr an die Universität Florenz versetzt. Als die Universität Padua 1929 einen Lehrstuhl für Kunstgeschichte eingerichtet hatte, wurde ihm diese Stelle angeboten. Hier zählten angehende Kunsthistoriker wie Rodolfo Pallucchini (1908–1989), Terisio Pignatti oder Lionello Puppi (1931–2018) zu seinen Schülern.
In den Jahren von 1921 bis 1947 war er Mitarbeiter des Allgemeinen Lexikons der Bildenden Künstler von der Antike bis zur Gegenwart und verfasste von 1929 bis 1937 auch zahlreiche Einträge zur Enciclopedia Italiana, die sich überwiegend mit venezianischen Künstlern befassten. Er widmete sich zeitlebens der Erforschung der Künstler der venezianischen Renaissance und befasste sich auch mit der kritischen Neubewertung einiger Persönlichkeiten des Barock und des 18. Jahrhunderts. Sein besonderes Interesse galt Francesco Guardi und seinen Werken.

## Publikationen (Auswahl)
- Lorenzo e Cristoforo da Lendinara e la loro scuola. In: L’arte. Rivista di storia dell’arte medievale e moderna. Band 16, Heft 4, 1913, ISSN 0004-3362, S. 273–288, 321–340 (digi.ub.uni-heidelberg.de – Zugleich Dissertation 1911).
- Tiepolo (= Piccola Collezione d’Arte. Nr. 13). Istituto di edizioni artistiche, Florenz 1921 (archive.org).
- La pittura Veneziana del seicento e settecento. Pantheon, Casa editrice Apollo Verona, Florenz 1929, OCLC 5467229.
- Giovanni Antonio Pordenone. La Panarie, Udine 1939; 2. Auflage Le Tre Venezie, Padua 1943; 3. Auflage Cosarini, Pordenone 1969.
- Guardi. Silvana editoriale d’arte, Mailand 1966, OCLC 12154641.